# Re di Northumbria
Elenco dei re di Bernicia, Deira e Northumbria dopo la migrazione anglosassone prima e vichinga poi.

## Re anglosassoni di Bernicia
| Regno                    | In carica              |                                                                            | Note                                        |
| ------------------------ | ---------------------- | -------------------------------------------------------------------------- | ------------------------------------------- |
| 547 al 559               | Ida                    | IDA EOPPING BERNICIA CYNING IDA REX BERNICIA                               |                                             |
| 559 al 560               | Glappa (Clappa)        | GLAPPA BERNICIA CYNING GLAPPA REX BERNICIA                                 |                                             |
| 560 al 568               | Adda                   | ADDA IDING BERNICIA CYNING ADDA REX BERNICIA                               |                                             |
| 568 al 572               | Aethelric              | ÆÞELRIC IDING BERNICIA CYNING ÆÞELRIC REX BERNICIA                         |                                             |
| 572 al 579               | Theodric (Deoric)      | ÞEODRIC IDING BERNICIA CYNING ÞEODRIC REX BERNICIA                         |                                             |
| 579 al 585               | Frithuwald (Frithewlf) | FRIÞVVALD BERNICIA CYNING FRIÞVVALD REX BERNICIA                           |                                             |
| 585 al 593               | Hussa                  | HVSSA BERNICIA CYNING HVSSA REX BERNICIA                                   |                                             |
| 593 al 616               | Etelfrido              | ÆÞELFRIÞ ÆÞELRICING BERNICIA 7 DEIRA CYNING ÆÞELFRIÞ REX BERNICIA ET DEIRA | Ucciso in battaglia                         |
| Dinastia di Deira        |                        |                                                                            |                                             |
| 616 al 12/14 ottobre 632 | Edvino                 | EDVVIN ÆLLING BERNICIA 7 DEIRA CYNING EDVVIN REX BERNICIA ET DEIRA         | Ucciso in battaglia da Penda, re di Mercia  |
| Dinastia di Bernicia     |                        |                                                                            |                                             |
| tardo 632 al 633         | Eanfrith               | EANFRIÞ ÆÞELFRIÞING BERNICIA CYNING EANFRIÞ REX BERNICIA                   |                                             |
| 634 al 5 agosto 641      | Osvaldo                | OSVVALD ÆÞELFRIÞING BERNICIA 7 DEIRA CYNING OSVVALD REX BERNICIA ET DEIRA  | Ucciso da Penda, Re di Mercia; Sant'Osvaldo |
| tardo 641 al 654         | Oswiu                  | OSVVIO ÆÞELFRIÞING BERNICIA CYNING OSVVIO REX BERNICIA                     | Re di Northumbria                           |

## Re anglosassoni di Deira
| Regno                         | In carica           |                                                                         | Note                                                          |
| ----------------------------- | ------------------- | ----------------------------------------------------------------------- | ------------------------------------------------------------- |
| 559/560 al 589                | Ælle I (Aelli)      | ÆLLA YFFING DEIRA CYNING ÆLLA REX DEIRA                                 |                                                               |
| 589/599 al 604                | Etelrico (Aedilric) | ÆÞELRIC ÆLLING DEIRA CYNING ÆÞELRIC REX DEIRA                           |                                                               |
| Dinastia Bernicia             |                     |                                                                         |                                                               |
| 593/604? al 616               | Etelfrido           | ÆÞELFERÞ ÆÞELRICING DEIRA CYNING ÆÞELFERÞ REX DEIRA                     | Figlio di Aethelric di Bernicia. Ucciso in battaglia          |
| Dinastia di Deira             |                     |                                                                         |                                                               |
| 616 al 12/14 ottobre 632      | Edvino              | EDVVIN ÆLLING BERNICIA 7 DEIRA CYNING EDVVIN REX BERNICIA ET DEIRA      | Ucciso in battaglia da Cadwallon di Gwynedd e Penda di Mercia |
| tardo 633 all'estate 634      | Osric               | OSRIC ÆÞELRICING DEIRA CYNING OSRIC REX DEIRA                           |                                                               |
| 633 al 5 agosto 642           | Osvaldo             | OSVVALD BERNICIA 7 DEIRA CYNING OSVVALD REX BERNICIA ET DEIRA           | Ucciso da Penda, Re di Mercia; Sant'Osvaldo                   |
| 642 al 644                    | Oswiu               | OSVVIO ÆÞELFRIÞING BERNICIA 7 DEIRA CYNING OSVVIO REX BERNICIA ET DEIRA |                                                               |
| 644 al 651                    | Oswine              | OSVVINE OSRICING DEIRA CYNING OSVVINE REX DEIRA                         | Assassinato                                                   |
| estate 651 al tardo 654 o 655 | Aethelwald          | ÆÞELVVALD OSVVALDING DEIRA CYNING ÆÞELVVALD REX DEIRA                   |                                                               |
| 654 al 15 agosto 670          | Oswiu               | OSVVIO ÆÞELFERÞING NORÞANHYMBRA CYNING OSVVIO REX NORÞANHYMBRA          | Rimesso al potere                                             |
| 656 al 664                    | Alchfrith           | ALCHFRIÞ DEIRA CYNING ALCHFRIÞ REX DEIRA                                |                                                               |
| 670 al 679                    | Aelfwine            | ÆLFVVINE DEIRA CYNING ÆLFVVINE REX DEIRA                                |                                                               |

## Re anglosassoni di Northumbria
| Regno                         | In carica               |                                                                    | Note                                           |
| ----------------------------- | ----------------------- | ------------------------------------------------------------------ | ---------------------------------------------- |
| 654 al 15 febbraio 670        | Oswiu                   | OSVVIO ÆÞELFRIÞING NORÞANHYMBRA CYNING OSVVIO REX NORÞANHYMBRA     | Hither di Bernicia e Deira                     |
| febbraio 670 al 20 maggio 685 | Egfrido                 | ECGFERÞ OSVVEOING NORÞANHYMBRA CYNING ECGFERÞ REX NORÞANHYMBRA     | Ucciso in battaglia dai Pitti                  |
| maggio 685 al 14 dicembre 704 | Aldfrith (Ealdfrith)    | ALDFERÞ OSVVEOING NORÞANHYMBRA CYNING ALDFERÞ REX NORÞANHYMBRA     |                                                |
| tardo 704 agli inizi del 705  | Eadwulf                 | EADVVLF NORÞANHYMBRA CYNING EADVVLF REX NORÞANHYMBRA               | Usurpatore                                     |
| 705 al 716                    | Osred I                 | OSRED ALDFERÞING NORÞANHYMBRA CYNING OSRED REX NORÞANHYMBRA        | Ucciso in battaglia o assassinato              |
| 716 al 718                    | Coenred                 | COENRED NORÞANHYMBRA CYNING COENRED REX NORÞANHYMBRA               |                                                |
| 718 al 29 maggio 729          | Osric                   | OSRIC ALDFERÞING NORÞANHYMBRA CYNING OSRIC REX NORÞANHYMBRA        | Scelse Ceolwulf come erede                     |
| 729 al 731                    | Ceolwulf                | CEOLVVLF NORÞANHYMBRA CYNING CEOLVVLF REX NORÞANHYMBRA             | Deposto; San Ceolwulf                          |
| 731 al 737/8                  | Ceolwulf                | CEOLVVLF NORÞANHYMBRA CYNING CEOLVVLF REX NORÞANHYMBRA             | Rimesso sul trono; abdicò e divenne monaco     |
| 737 al 758                    | Eadberht                | EADBRYHT EATING NORÞANHYMBRA CYNING EADBRYHT REX NORÞANHYMBRA      | Abdicò e divenne monaco                        |
| 758 al 759                    | Oswulf (Osulf)          | OSVVLF NORÞANHYMBRA CYNING OSVVLF REX NORÞANHYMBRA                 | Ucciso dai suoi servitori                      |
| 759 al 765                    | Æthelwald Moll          | ÆÞELVVALD MOLL NORÞANHYMBRA CYNING ÆÞELVVALD MOLL REX NORÞANHYMBRA | Deposto                                        |
| 765 al 774                    | Alhred                  | EALCHRED NORÞANHYMBRA CYNING EALCHRED REX NORÞANHYMBRA             | Deposto ed esiliato                            |
| 774 al 779                    | Æthelred I              | ÆÞELRED NORÞANHYMBRA CYNING ÆÞELRED REX NORÞANHYMBRA               | Deposto                                        |
| 779 al 23 settembre 788       | Ælfwald I               | ÆLFVVALD NORÞANHYMBRA CYNING ÆLFVVALD REX NORÞANHYMBRA             | Assassinato                                    |
| 788 al 790                    | Osred II                | OSRED ALCHREDING NORÞANHYMBRA CYNING OSRED REX NORÞANHYMBRA        | Deposto ed esiliato                            |
| 790 al 18 aprile 796          | Æthelred I              | ÆÞELRED NORÞANHYMBRA CYNING ÆÞELRED REX NORÞANHYMBRA               | Rimesso sul trono                              |
| 796                           | Osbald                  | OSBALD NORÞANHYMBRA CYNING OSBALD REX NORÞANHYMBRA                 | Esiliato dopo appena 27 giorni di regno        |
| 14 maggio 796 all'806/8       | Eardwulf                | EARDVVLF NORÞANHYMBRA CYNING EARDVVLF REX NORÞANHYMBRA             | Deposto                                        |
| 806/8 all'808/10              | Ælfwald II (Elfwald II) | ÆLFVVALD NORÞANHYMBRA CYNING ÆLFVVALD REX NORÞANHYMBRA             |                                                |
| 808 all'810                   | Eardwulf                | EARDVVLF NORÞANHYMBRA CYNING EARDVVLF REX NORÞANHYMBRA             | Rimesso sul trono                              |
| 810 all'841                   | Eanred                  | EANRED EARDVVLFING NORÞANHYMBRA CYNING EANRED REX NORÞANHYMBRA     |                                                |
| 840/1 all'844                 | Æthelred II             | ÆÞELRED EANREDING NORÞANHYMBRA CYNING ÆÞELRED REX NORÞANHYMBRA     | Deposto                                        |
| 844                           | Rædwulf (Redwulf)       | RÆDVVLF NORÞANHYMBRA CYNING RÆDVVLF REX NORÞANHYMBRA               | Usurpatore                                     |
| 844 all'848/9 circa           | Æthelred II             | ÆÞELRED EANREDING NORÞANHYMBRA CYNING ÆÞELRED REX NORÞANHYMBRA     | Rimesso al potere                              |
| c.848/9 all'862/3             | Osbeorht (Osbert)       | OSBEORHT NORÞANHYMBRA CYNING OSBEORHT REX NORÞANHYMBRA             | Deposto                                        |
| 862/3/7 al 21 marzo 867       | Ælle II                 | ÆLLE NORÞANHYMBRA CYNING ÆLLE REX NORÞANHYMBRA                     | Usurpatore; ucciso dai danesi con Osbeorht     |
| 867 al 21 marzo 867           | Osbeorht (Osbert)       | OSBEORHT NORÞANHYMBRA CYNING OSBEORHT REX NORÞANHYMBRA             | Ucciso dai danesi assieme all'usurpatore Aelle |

## Re della Northumbria vichinga
| Regno            | In carica            |                                                         | Note |  |
| ---------------- | -------------------- | ------------------------------------------------------- | --- |  |
| 867 all'872      | Ecgberht I           | ECGBRYHT NORÞANHYMBRA CYNING ECGBRYHT REX NORÞANHYMBRA  | Fantoccio dei danesi |  |
| dal 872 all'876  | Ricsige              | RICSIGE NORÞANHYMBRA CYNING RICSIGE REX NORÞANHYMBRA    | Ultimo re della Northumbria unita |  |
| dal 876 all'877  | Halfdan (Hálfdan)    | HALFDAN NORÞANHYBRA CYNING HALFDAN REX NORÞANHYMBRA     | Anche Re di Danimarca e Pretendente al trono di Dublino |  |
| dal 883 all'895  | Guthred (Guðrøð)     | GUÞRED NORÞANHYBRA CYNING GUTHRETHUS REX NORÞANHYMBRA   | Conosciuto anche come Guthfrith |  |
| dal 895 all'900  | Siefredus (Sigfrøðr) | SIEFREDUS NORÞANHYBRA CYNING SIEFREDUS REX NORÞANHYMBRA | Forse regnò solo sulla Northumbria meridionale (Regno di Jórvík) |  |
| dal 900? al 905? | Cnut (Knútr)         | CNVT NORÞANHYBRA CYNING CNVT REX NORÞANHYMBRA           | Benché la sua storicità sia attestata dal ritrovamento di svariate monete nel tesoro di Cuerdale, il suo regno, forse limitato al regno di Jórvík, fu fortemente contrastato |  |

Nel 900 Aethelwald si fece proclamare re Northumbria, ma che nel 901 o 902 abbandonò alla conquista dell'Essex. Negli anni successivi è attestato il controllo di almeno parte del territorio parte dei fratelli Hálfdan, Eowils e Ingwær; tutti tre morirono nella Battaglia di Tettenhall nel 910.

## Sovrani di Northumbria in Bernicia
Da questo momento si hanno ealdormen, poi earl, in Bernicia, con capitale a Bamburgh, controllati dai norvegesi di York.  Dai tempi di Osulf, regnarono sulla Northumbria da York sotto il comando del sovrano inglese.
| Regno        | In carica        |                                                        | Note                                                                      |
| ------------ | ---------------- | ------------------------------------------------------ | ------------------------------------------------------------------------- |
| 876 al c.878 | Ecgberht II      | ECGBRYHT NORÞANHYMBRA CYNING ECGBRYHT REX NORÞANHYMBRA | Regnante in Deira                                                         |
| ??? al 913   | Eadulf I         | Eadulf                                                 | Forse regnava sulla Northumbria settentrionale (Bernicia) fin dall'890    |
| 913 al 930   | Ealdred I        | Ealdred                                                |                                                                           |
| 930 al 963   | Osulf            | Osulf                                                  | Earl di tutta la Northumbria nel 954, cioè dopo la morte di Eric Bloodaxe |
| 963 al 970   | Waltheof         | Walþeof                                                | Earl di tutta la Northumbria                                              |
| 995 al 1016  | Uchtred l'Ardito | Uchtred                                                | Earl di tutta la Northumbria                                              |
| 1016 al 1019 | Eadulf II        | Eadulf                                                 | Solo in Bernicia                                                          |
| 1019 al 1038 | Ealdred II       | Ealdred                                                | Solo in Bernicia                                                          |
| 1038 to 1041 | Eadulf III       | Eadulf                                                 | Solo in Bernicia                                                          |